# كارفيلزوميب
كارفيزوميب، (بالإنجليزية: Carfilzomib) يُباع تحت الاسم التجاري كيبروليس (بالإنجليزية: Kyprolis)، هو دواء مضاد للسرطان يعمل كمثبط بروتيازومي انتقائي. كيميائياً، هو إيبوكسيكيتون رباعي الببتيد وهو مشابه بنيويا للإيبوكسوميسين. طُور بواسطة شركة أونيكس للأدوية.
وافقت عليه إدارة الغذاء والدواء الأمريكية في يوليو 2012.